# لانديوسانت (أنغلزي)
لانديوسانت (بالإنجليزية: Llanddeusant, Anglesey)‏ هي قرية تقع في المملكة المتحدة في ويلز.